# 勞夫大道車站 (IND福爾頓街線)
勞夫大道車站（英語：Ralph Avenue station）是紐約地鐵IND福爾頓街線的一個慢車地鐵站，位於布魯克林勞夫大道及福爾頓街交界，設有C線（任何時候停站（深夜除外））和A線（僅深夜停站）。

## 車站結構
此地下車站在1936年4月9日啟用，取代BMT福爾頓街高架鐵路車站。勞夫大道高架車站，位於現時地鐵站上方，1940年5月31日關閉。
| Ground | 街道     | 出入口                                                                     |
| 夾層   | 夾層     | 閘機、車站詢問處、Metrocard自動售票機                                      |
| 月台層 | 側式月台 | 側式月台                                                                   |
| 月台層 | 西行慢車 | ← 往168街 (猶提卡大道) ← 深夜時往英伍德-207街 (猶提卡大道)                 |
| 月台層 | 西行快車 | ← 不停靠                                                                   |
| 月台層 | 東行快車 | → 不停靠 →                                                                 |
| 月台層 | 東行慢車 | → 往尤克利德大道 (洛克威大道) → → 深夜時往遠洛克威-莫特大道 (洛克威大道) → |
| 月台層 | 側式月台 |                                                                            |

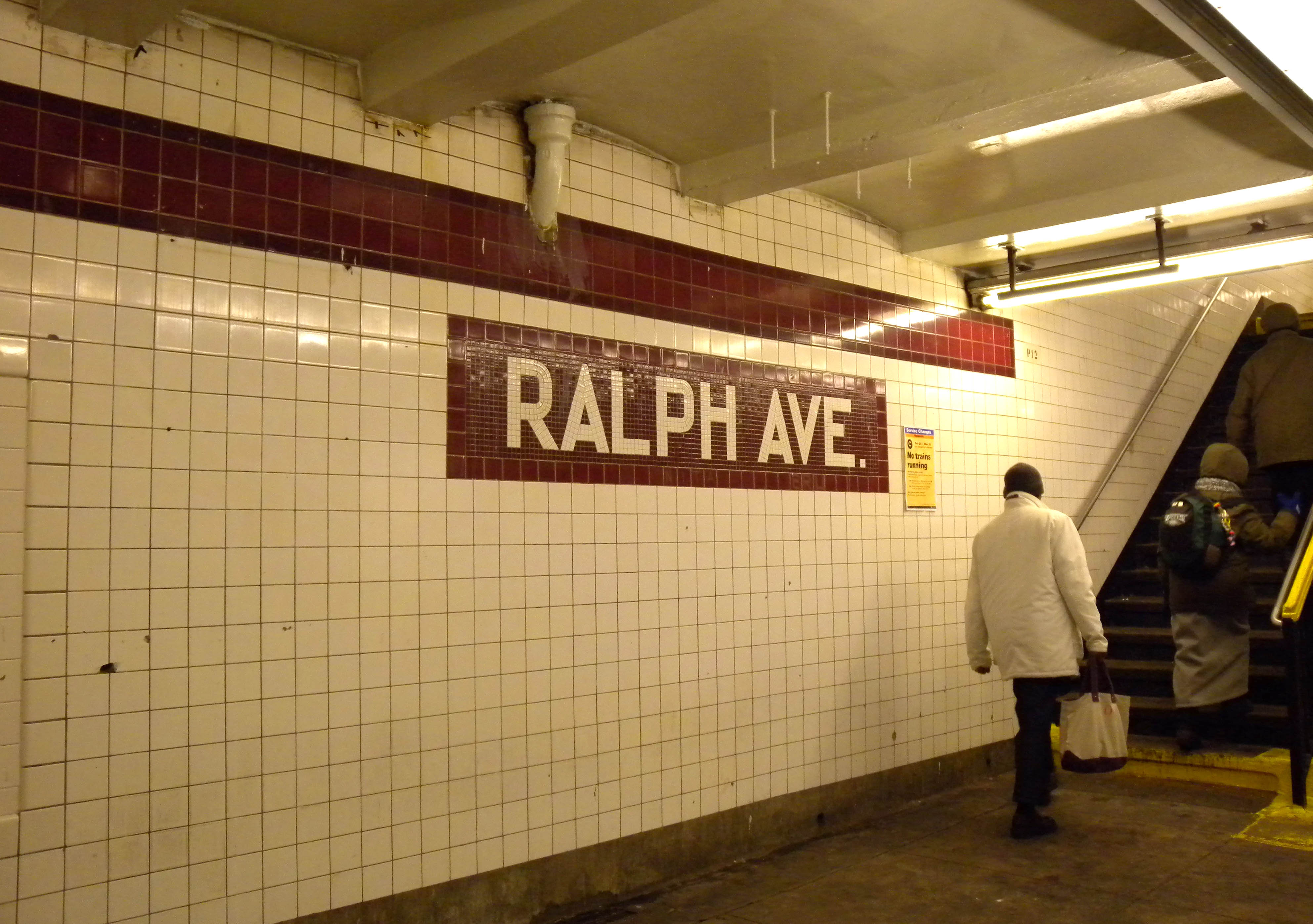
西行月台

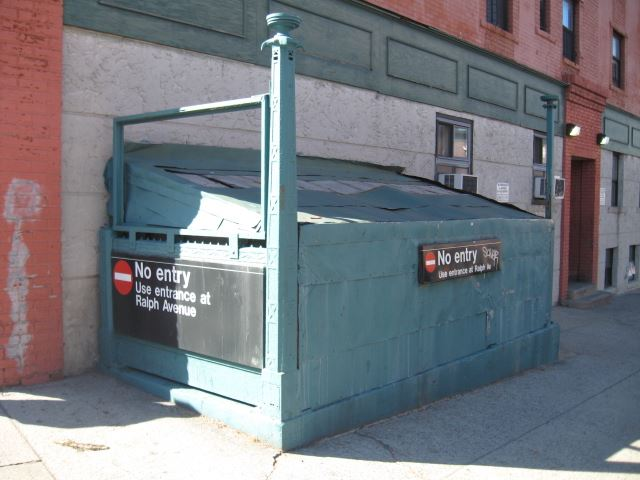
已關閉往勞夫大道車站的入口

此站設有兩個側式月台和四條軌道。兩條快車軌道由A線列車日間使用。

## 外部連結
- nycsubway.org—IND Fulton: Ralph Avenue
- Station Reporter — C Train
- The Subway Nut — Ralph Avenue Pictures （页面存档备份，存于）
- Ralph Avenue entrance from Google Maps Street View
- Closed Howard Avenue entrance from Google Maps Street View
- Platforms from Google Maps Street View